# سعد المرصفي
الشيخ سعد المرصفي هو أستاذ ودكتور مصري في علوم الحديث. ولد في 27 مارس 1933م، وتوفي الثلاثاء 17 يونيو 2018.

## حياته
ولد الشيخ "سعد محمد محمد المرصفي" في قرية مرصفا التابعة لمركز بنها بمحافظة القليوبية. نشأ المرصفي في بيت علم، وحفظ القرآن الكريم دون التاسعة، والتحق بمعهد القاهرة الديني منتصف الأربعينات من القرن الماضي. درس في كلية أصول الدين بجامعة الأزهر الشريف في جمهورية مصر العربية، وحصل على ماجستير بامتياز مع مرتبة الشرف الأولى في موضوع «النقد ومراحله في السنة». ثم حصل على الدكتوراه بامتياز مع مرتبة الشرف الأولى والتوصية بطبعها على نفقة جامعة الأزهر وتداولها بين الجامعات في موضوع «السنة بين أنصارها وخصومها» عام 1976م.
تأثر سعد المرصفي بأساتذته في معهد القاهرة الديني وهم كثيرون منهم الإمام أمين محمود خطاب السبكي في معهد القاهرة الثانوي رحمه الله، وأساتذته في كلية أصول الدين منهم الأستاذ الدكتور محمد أبو شهبة رحمه الله.
سافر إلى دولة الكويت حيث عاش بها أكثر من 40 عاماً بلغ فيها للعالمية على أرضها وترك العديد من المؤلفات تجاوزت الـ200 مؤلفا والتي ناهزت عن الشريعة والسنة النبوية.
أما في خبرته المهنية فقد كان عضواً في المكتب الفني لنشر الدعوة الإسلامية بوزارة الأوقاف في جمهورية مصر العربية من 1969م وما بعدها. كما كان يقوم بأعمال عميد كلية الشريعة والدراسات الإسلامية في جامعة الكويت في 30 يوليو 1989م الموافق ل1409 هـ. كان أستاذ الحديث وعلومه في كلية الشريعة الدراسات الإسلامية في جامعة الكويت، وباحث في الموسوعة الفقهية، وعضو لجنة المراجعة والإخراج بوزارة الأوقاف والشئون الإسلامية في الكويت من عام 1976م إلى 1980م.
توفي الشيخ سعد المرصفي عن عمر زاد عن الخامسة والثمانين عاماً يوم الثلاثاء 4 ذو القعدة 1439 هـ الموافق 17 يوليو 2018 م بالكويت ودفن في مقبرة الصليبخات.

## مؤلفاته
ألف العديد من الأعمال، من بينها:
- «المستشرقون والسُنَّة».
- «الجامع الصحيح للسيرة النبوية».
- «الرسول ﷺ واليهود وجهاً لوجه» (10 أجزاء).
- «شبهات حول أحاديث الرجم وردها».
- «أحاديث حد السرقة في ضوء اصول التحديث دراية ورواية».
- «أضواء على أخطاء المستشرقين في المعجم المفهرس لألفاظ الحديث النبوي».
- «الخطر اليهودي».
- «موسوعة الوسطية» (23 جزءا).